# Bill of Rights (Verenigde Staten)

Pagina van de originele Bill of Rights zoals voorgesteld op 25 september 1789 en geratificeerd op 15 december 1791.

De Bill of Rights is de naam van de eerste tien amendementen van de grondwet van de Verenigde Staten. Toen de grondwet ter ratificatie werd aangeboden, wilde een gedeelte van het Congres de grondwet niet aannemen zonder de rechten van de burger vast te stellen. Velen van de tegenstanders, geleid door Thomas Jefferson, beweerden dat de aristocratie trachtte om de Amerikanen hun rechten te onthouden. De voorstanders, de Federalisten, vonden dat de burgerrechten later moesten worden toegevoegd door het Congres. Het originele exemplaar van de Bill of Rights is te zien in de Nationale Archieven in Washington D.C.
De amendementen worden meestal onderscheiden met hun rangtelwoord, bijvoorbeeld second amendment.

## Onderdelen

### I. Vrijheid van meningsuiting en religie
Zie ook: Eerste amendement van de grondwet van de Verenigde Staten
Het congres zal geen wet maken die een bepaalde religie een bevoorrechte positie verschaft, of de vrije beoefening daarvan verbiedt; of de vrijheid van meningsuiting beperkt, of die van de pers; of het recht van mensen om vreedzaam te demonstreren, en een petitie aan te bieden aan de overheid om grieven op te lossen.

### II. Recht op vrij wapenbezit
Zie ook: Tweede amendement van de grondwet van de Verenigde Staten
Aangezien een goed geregelde militie nodig is voor de veiligheid van een vrije staat, zal geen inbreuk worden gemaakt op het recht van het volk om wapens te bezitten en te dragen.

### III. Inkwartiering van soldaten
Geen soldaat zal, in tijd van vrede, worden ingekwartierd in welk huis dan ook zonder de toestemming van de eigenaar. 

### IV. Doorzoekingen en inbeslagnames
Het recht van de mensen om veilig te zijn in hun persoon, huizen, documenten en bezittingen tegen onredelijke doorzoekingen en inbeslagnames zal niet worden geschonden, en geen doorzoekingen mogen worden uitgevoerd zonder gerede verdenking, gesteund door een eed of besluit, en de plaats die moet worden doorzocht en de mensen en dingen die in beslag worden genomen, moeten specifiek worden beschreven.

### V. Recht op een eerlijk proces, onteigening
Niemand zal worden vervolgd voor een halsmisdrijf of ander zwaar misdrijf op andere wijze dan door een Grand Jury, behalve als hij in dienst is bij de land- of zeemacht, of een militie, in oorlogstijd of tijdens noodtoestand; niemand zal voor een tweede keer worden vervolgd voor hetzelfde misdrijf; niemand zal gedwongen worden tegen zichzelf te getuigen in een strafproces, noch zal zijn leven, vrijheid of bezit worden ontnomen zonder een eerlijk proces; noch zal privébezit worden onteigend voor publiek gebruik, zonder redelijke compensatie. Hiervan afgeleid is de zogenaamde Miranda Warning, die inhoudt dat iedere arrestant vóór politieondervraging wordt gewezen op zijn rechten: het recht om te zwijgen, het recht op een (pro-Deo)advocaat, maar ook dat alles wat hij zegt tegen hem kan worden gebruikt. Dit is een toespitsing van het in het Vijfde Amendement vastgelegde recht dat niemand tegen zichzelf hoeft te getuigen.

### VI. Rechten van de verdachte
In alle strafprocessen zal de verdachte het recht hebben op een snel en openbaar proces, voor een onafhankelijke jury uit de staat en het district waarin het misdrijf gepleegd is, waarbij het district van tevoren in een wet is omschreven, en om geïnformeerd worden over de aard en reden van de aanklacht; om geconfronteerd te worden met getuigen tegen hem; de mogelijkheid hebben mensen te verplichten in zijn belang te getuigen, en het recht hebben op een raadsman die hem verdedigt.

### VII. Juryrechtspraak in civiele processen
In civielrechtelijke zaken, waar de waarde van het geschil niet groter is dan 20 dollar, zal het recht op juryrechtspraak gelden, en geen feit waarover door een jury een uitspraak is gedaan, zal opnieuw worden behandeld in enige andere rechtbank van de Verenigde Staten, anders dan volgens de regels van het civiele recht.

### VIII. Overdreven borgtocht, wrede en ongebruikelijke straffen
Zie ook: Achtste amendement van de grondwet van de Verenigde Staten
Overdreven hoge borgtocht zal niet worden geëist, noch zullen overdreven hoge boetes worden opgelegd, noch zullen wrede en ongebruikelijke straffen worden uitgevoerd.

### IX. De hier genoemde rechten zijn niet alle rechten
De opsomming in de grondwet van bepaalde rechten, zal niet worden beschouwd als het ontkennen of beperken van andere rechten die mensen toekomen.

### X. Rechten van de staten en de mensen
De macht die niet aan de Verenigde Staten is gedelegeerd door de grondwet, noch erdoor verboden aan de staten, komt toe aan respectievelijk de staten of het volk.